# Châtelus (Loire)
Châtelus település Franciaországban, Loire megyében. Lakosainak száma 135 fő (2022. január 1.). Châtelus Grammond, Marcenod, Saint-Denis-sur-Coise, Coise és Larajasse községekkel határos.

## Népesség
A település népességének változása:
| Lakosok száma | 134  | 117  | 106  | 117  | 127  | 135  | 137  | 140  | 133  | 135  |
|               | 1968 | 1982 | 1990 | 2006 | 2013 | 2015 | 2017 | 2019 | 2020 | 2022 |